# Amat Escalante
Amat Escalante, född 28 februari 1979 i Barcelona, Spanien, är en mexikansk regissör, producent och manusförfattare. Han är bland annat känd för regin av den kontroversiella mexikanska brottsthrillern  Heli, för vilken han tilldelades priset för bästa regi vid Filmfestivalen i Cannes 2013, och för att 2016 ha regisserat den mexikanska dramafilmen Det främmande, som gav honom Silverlejonet för bästa regi på Filmfestivalen i Venedig 2016.

## Biografi
Escalante föddes i Barcelona medan hans föräldrar - en mexikansk far och en amerikansk mor - var bosatta i Norge. Han tillbringade större delen av sina tidiga år i Guanajuato, Mexiko, men flyttade till Spanien 2001 för att studera filmredigering och ljud vid Centrum för Filmstudier i Katalonien (Centre d'Estudis Cinematogràfics de Catalunya, CECC) och ansöka om spanskt medborgarskap; som han dock misslyckades med att få.
Efter tiden i Barcelona, började Escalante studera vid International School of Film and Television (EICTV) i Havanna, Kuba, en institution som grundats av Nobelprisvinnaren Gabriel García Márquez, Fernando Birri och Julio García Espinosa, "för att stödja utvecklingen av en nationell audiovisuell industrin" i alliansfria länder. Efter att ha återvänt till Mexiko, regisserade han en kortfilm (Amarrados, 2002) som fick en utmärkelse på Filmfestivalen i Berlin 2003.
Escalante arbetade som assistent till Carlos Reygadas i Batalla en el cielo (2005).  Under inspelningen av filmen - som ingick i programmet vid Cannes filmfestival 2005 - blev de nära vänner, och Reygadas blev medproducent för några av Escalante första filmer. En av dessa, Sangre (2005), inspelad i november 2004 med en budget på endast 60 000 USD, ingick i Un Certain Regard (en del av samma festival) och i festivalerna i både Rotterdam och San Sebastián. 
Hans film Heli nominerades till att tävla om Guldpalmen vid Filmfestivalen i Cannes 2013 och tilldelades priset för bästa regi av en jury under ledning av den amerikanska regissören Steven Spielberg.  År 2016 nominerades hans film The Untamed till att tävla i 73:e filmfestivalen i Venedig. Escalante vann silverlejonet för Bästa regi för filmen.

## Filmografi
- Amarrados (2002), producent
- The Legend of Pete Jones (2005), fotograf
- Sangre (2005), regissör, producent, manusförfattare
- Los bastardos (2008), regissör, producent, manusförfattare
- Heli (2013), regissör
- Det främmande (2016), regissör, manusförfattare